# Heliographa solomonensis
Heliographa solomonensis är en tvåvingeart som beskrevs av Shinonaga och Adrian C. Pont 1988. Heliographa solomonensis ingår i släktet Heliographa och familjen husflugor. Inga underarter finns listade i Catalogue of Life.